# 科曼日地区圣费雷奥尔
科曼日地区圣费雷奥尔（法語：Saint-Ferréol-de-Comminges）是法国上加龙省的一个市镇，属于圣戈当区。该市镇总面积5.88平方公里，2009年时的人口为58人。

## 人口
科曼日地区圣费雷奥尔人口变化图示